# Kateřina Nash
Kateřina Nash, geborene Hanušová (* 9. Dezember 1977 in Prachatice), ist eine ehemalige tschechische Radrennfahrerin und Skilangläuferin. Sie ist mittlerweile als Funktionärin im Radsport tätig.

## Sportlicher Werdegang
Kateřina Hanušová begann im Alter von fünf Jahren zunächst mit Turnen und Skilanglauf. Radsport betrieb sie zunächst nur als Ausgleichssport und fuhr erst mit 16 Jahren ihr erstes Rennen. Als Skiläuferin nahm sie zweimal an Olympischen Winterspielen teil, als Rennfahrerin dreimal an Olympischen Sommerspielen. Bei ihrer Heirat mit dem US-amerikanischen Skiläufer Marcus Nash nahm sie dessen Nachnamen an.

### Skilangläuferin
Hanušová bzw. Nash nahm von 1993 bis 2004 an Skilanglaufwettbewerben der Fédération Internationale de Ski teil. Im Jahr 1993 holte sie bei den Europäischen Olympischen Winter-Jugendtagen in Aosta die Bronzemedaille über 7,5 km Freistil. Bei den Junioren-Skiweltmeisterschaften 1994 in Breitenwang gewann sie Gold mit der Staffel und bei den Junioren-Skiweltmeisterschaften 1995 in Gällivare Silber mit der Staffel. Ihr erstes von insgesamt 24 Weltcuprennen lief sie im Januar 1996 in Nove Mesto, welches sie auf den 57. Platz über 10 km klassisch beendete. Im Dezember 1996 holte sie in Davos mit dem 28. Platz über 15 km Freistil ihre ersten Weltcuppunkte. Bei den Nordischen Skiweltmeisterschaften 1997 in Trondheim errang sie den 36. Platz über 15 km Freistil. Ihre beste Platzierung bei den Olympischen Winterspielen 1998 in Nagano war der 22. Platz über 5 km klassisch. Bei den Nordischen Skiweltmeisterschaften 1999 in Ramsau am Dachstein belegte sie den 33. Rang über 5 km klassisch und über 15 km Freistil und den 19. Platz im 15-km-Verfolgungsrennen. Im Januar 2001 erreichte sie in Soldier Hollow mit dem 18. Platz im 10-km-Verfolgungsrennen ihre beste Platzierung bei einem Weltcupeinzelrennen. Bei den Olympischen Winterspielen 2002 in Salt Lake City kam sie auf den 40. Platz über 30 km klassisch, den 20. Rang im 15-km-Massenstartrennen und den vierten Platz mit der Staffel.

### Radrennfahrerin
In ihrer Jugend betrieb Nash Radfahren zunächst als Ausgleichssport im Sommer. Erst mit 16 fuhr sie ein Mountainbike-Rennen, das sie sogleich gewann. Davon ermutigt betrieb sie diesen Sport ernsthafter. Beim Juniorinnen-Rennen der Mountainbike-Weltmeisterschaften 1995, das noch keinen offiziellen Status hatte, wurde sie Zweite. Im Jahr darauf wurde sie für das olympische Mountainbikerennen 1996 nominiert, das sie auf dem 19. Platz abschloss. Danach widmete sie sich mehrere Jahre vorrangig dem Skilauf.
2002 schloss Nash sich dem Mountainbike-Team Luna Chix an, um im Sommer einige Rennen in Tschechien betreiben zu können. Nach ihrem Studienabschluss 2005 gedachte sie ihre Sportkarriere zu beenden, erhielt von ihrem Team jedoch einen Profivertrag angeboten und nahm diese Möglichkeit wahr. Sie betrieb nunmehr Mountainbikesport im Sommer und Cyclocross im Winter.
In ihrer zweiten Karriere, die sie mit 28 Jahren begann, erwies sich Nash als überaus langlebig und gehörte bis in die späten 2010er Jahre zur Weltspitze. Im Cyclocross gewann sie von 2010 bis 2019 sieben Weltcup-Rennen und stand 15 weitere Male auf dem Podium. Obwohl sie seit 2000 in den USA lebte, trat sie stets weiter für Tschechien an, so bei den Weltmeisterschaften 2011 und 2017, wo sie Bronze gewann. Mehrfach gewann sie die tschechischen Meisterschaften. Im Cross-Country-Mountainbike gewann sie 2013 das Weltcup-Rennen von Mont Sainte-Anne und vertrat Tschechien zwei weitere Male bei Olympischen Spielen, wobei sie 2012 den 14. Platz belegte und 2016 den 5. Platz. Mit der Staffel gewann sie mehrere WM-Medaillen, ihre beste Einzelplatzierung war Rang 7 bei den Mountainbike-Weltmeisterschaften 2016.
Nach der Cyclocross-Saison 2019/2020 reduzierte Nash ihre Aktivitäten deutlich und bestritt nur noch ausgewählte Rennen. So trat sie ein letztes Mal bei den in den USA stattfindenden Cyclocross-Weltmeisterschaften 2022 an und erzielte im Alter von 44 Jahren den 13. Platz. Auch bei den Straßenradsport-Weltmeisterschaften 2022 fuhr sie ein letztes Mal, da der tschechische Verband sonst nur eine Fahrerin entsandt hätte. Ende 2022 verursachte ihr eine Medizin, die sie ihrem Hund verabreicht hatte, durch Hautkontakt einen positiven Dopingtest. Eine von der USADA in Auftrag gegebene Studie bestätigte diesen Hergang, so dass ausdrücklich ihre Unschuld festgestellt wurde. Dadurch konnte sie im März 2023 zusammen mit Sofía Gómez Villafañe beim südafrikanischen Mountainbike-Etappenrennen Cape Epic antreten und gewann den Prolog. Auch in Gravelrennen war Nash zum Ende ihrer Karriere noch aktiv und wurde 2024 Dritte bei den tschechischen Meisterschaften.

### Tätigkeiten im Verband
Anlässlich der Cyclocross-Weltmeisterschaften 2017 wurde Nash zusammen mit Simon Zahner zur Vertreterin der Cyclocross-Fahrer in der Athletenkommission des Radsport-Weltverbands UCI gewählt. 2018 wurde sie Vorsitzende dieser Kommission und 2021 wiedergewählt. Zudem bekleidet sie seit 2021 den Posten einer UCI-Vizepräsidentin.

## Persönliches
Nashs ältere Schwester Lucie war ebenfalls als Skilangläuferin und Mountainbikerin aktiv, unter anderem vertrat sie Tschechien bei der Winter-Universiade 1997. Sie kam 1999 bei einem Schneemobil-Unfall ums Leben.
Nash lernte ihren späteren Ehemann Marcus Nash bei den Olympischen Winterspielen 1998 kennen, wo dieser für die USA im Skilanglauf angetreten war. Sie zog 2000 selbst zu Studienzwecken in die USA, wo sie an die CU Boulder und die University of Nevada ging und einen Studienabschluss in Marketing erreichte. Infolge ihrer Heirat ließ sie sich definitiv in diesem Land nieder.

## Erfolge im Radsport
| 2008/2009 Europameisterschaften 2009/2010 Tschechische Meisterin Weltcup – Roubaix 2010/2011 Weltmeisterschaften Tschechische Meisterin 2011/2012 Weltcup – Tábor 2012/2013 Bpost Bank Trofee – Baal 2014/2015 Tschechische Meisterin Weltcup – Namur Bpost Bank Trofee – Loenhout, Baal 2015/2016 Weltcup – Las Vegas 2016/2017 Weltmeisterschaften Weltcup – Namur 2017/2018 Weltcup – Iowa City 2019/2020 Weltcup – Waterloo | 2001 Tschechische Meisterin 2007 Europameisterschaften Tschechische Meisterin 2010 Weltmeisterschaften – Staffel Tschechische Meisterin 2013 Europameisterschaften – Staffel Weltcup – Mont Sainte-Anne 2014 Weltmeisterschaften – Staffel 2016 Weltmeisterschaften – Staffel 2017 Tschechische Meisterin |